# Əliabad (Cəlilabad)
Əliabad è un comune dell'Azerbaigian situato nel distretto di Cəlilabad. Conta una popolazione di 735 abitanti.